# Chiloglottis sylvestris
Chiloglottis sylvestris är en orkidéart som beskrevs av David Lloyd Jones och Mark Alwin Clements. Chiloglottis sylvestris ingår i släktet Chiloglottis och familjen orkidéer. Inga underarter finns listade i Catalogue of Life.